# Newgate

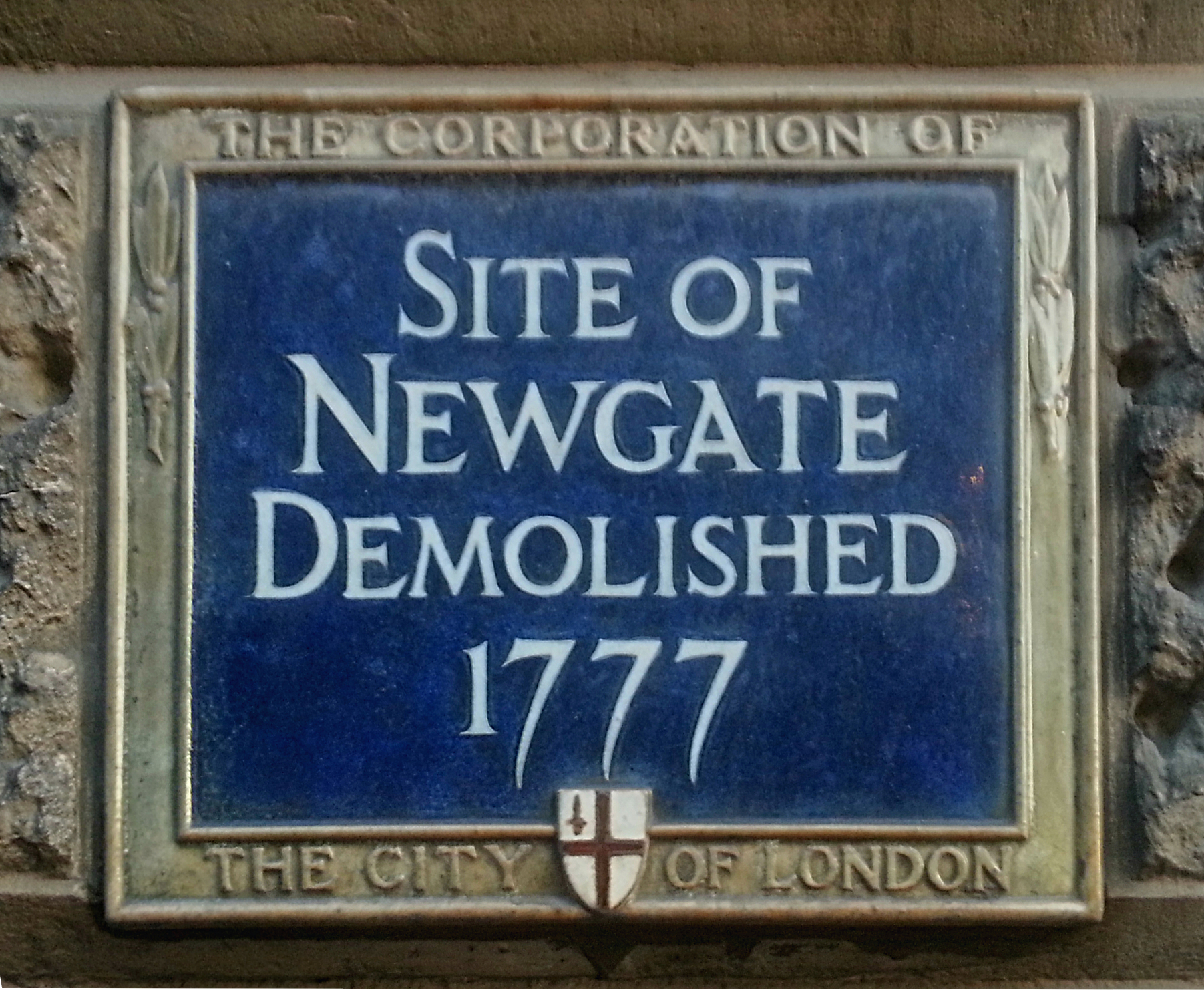
Newgate

Newgate war ein Stadttor im Westen der römisch/mittelalterlichen Stadtmauer von London.
Es lag zwischen dem westlicheren Stadttor Ludgate und dem östlicheren Aldersgate. Von 1188 bis 1902 befand sich am Newgate das berüchtigte Newgate-Gefängnis. Heute steht an dieser Stelle der Strafgerichtshof „Old Bailey“.
Die Newgate-Street befindet sich nördlich  von St Paul’s Cathedral. Im Westen führt sie zum Holborn Viaduct und im Osten mündet sie in der Cheapside.